# Дажлюбе
Дажлюбе (пол. Darzlubie, нім. Darslub) — село в Польщі, у гміні Пуцьк Пуцького повіту Поморського воєводства.
Населення — 814 осіб (2011).
У 1975-1998 роках село належало до Гданського воєводства.

## Демографія
Демографічна структура станом на 31 березня 2011 року:
|          | Загалом | Допрацездатний вік | Працездатний вік | Постпрацездатний вік |
| -------- | ------- | ------------------ | ---------------- | -------------------- |
| Чоловіки | 422     | 127                | 263              | 32                   |
| Жінки    | 392     | 84                 | 248              | 60                   |
| Разом    | 814     | 211                | 511              | 92                   |